# Toxorhina scapania
Toxorhina scapania är en tvåvingeart som beskrevs av Alexander 1966. Toxorhina scapania ingår i släktet Toxorhina och familjen småharkrankar.
Artens utbredningsområde är Peru. Inga underarter finns listade i Catalogue of Life.